# Parabuthus mossambicensis
Espèce
Synonymes
- Prionurus mossambicensis Peters, 1861
- Parabuthus flavidus Pocock, 1899
- Parabuthus truculentus Hirst, 1911
- Parabuthus triradulatus Hewitt, 1914

Parabuthus mossambicensis est une espèce de scorpions de la famille des Buthidae.

## Distribution
Cette espèce se rencontre au Mozambique, en Afrique du Sud, au Botswana, au Zimbabwe et en Zambie,.

## Description

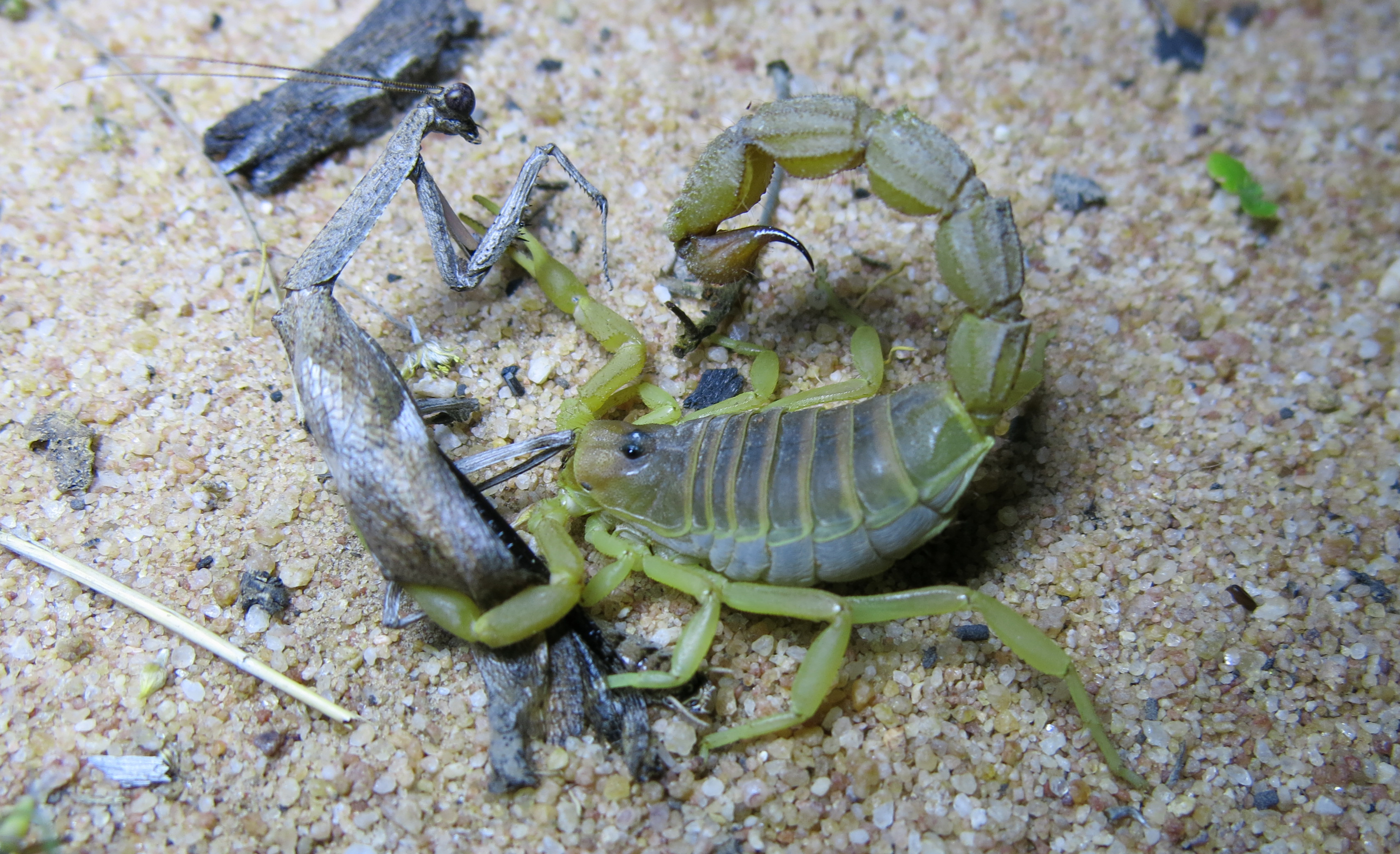
Parabuthus mossambicensis

Le mâle holotype mesure 70 mm.

## Systématique et taxinomie
Cette espèce a été décrite sous le protonyme Prionurus mossambicensis par en Peters, 1861. Elle est placée dans le genre Parabuthus par Kraepelin en 1908.

## Étymologie
Son nom d'espèce, composé de mossambic[a] et du suffixe latin -ensis, « qui vit dans, qui habite », lui a été donné en référence au lieu de sa découverte, le Mozambique.

## Publication originale
- Peters, 1861 : « Über eine neue Eintheilung der Skorpione und über die von ihm in Mossambique gesammelten Arten von Skorpionen. » Monatsberichte der Königlichen Preussische Akademie des Wissenschaften zu Berlin, vol. 1861, p. 507–516 (texte intégral).